# Liam Reilly
Liam Reilly (* 29. Januar 1955 in Dundalk; † 1. Januar 2021) war ein irischer Singer-Songwriter. 

## Leben und Wirken
Ab Ende der 1970er Jahre war er Sänger, Keyboarder und Komponist der irischen Rockband Bagatelle. Er sagte sich Mitte der 1980er Jahre los, um eine Solokarriere zu starten. 1988 wurde er Zweiter im irischen Vorentscheid zum Eurovision Song Contest, doch zwei Jahre später gewann er und vertrat daher Irland beim Eurovision Song Contest 1990 in Zagreb. Mit dem selbstkomponierten Song Somewhere in Europe wurde er geteilter Zweiter, punktgleich mit Joëlle Ursull mit White and Black Blues für Frankreich. Ein Jahr später kehrte er zum Contest zurück als Komponist von Could it be that I'm in love?, dem irischen Beitrag – gesungen von Kim Jackson –, der den zehnten Platz erreichte.
Reilly versuchte sich weiter solo. Noch 1990 erschien sein Solo-Album Throwing Caution To The Wind. Bald trat er aber auch wieder mit Bagatelle auf. Für 2018 kündigte sie ihre letzte Tournee an.
Reilly starb am Neujahrstag 2021 im Alter von 65 Jahren.